# 寺岡光博
寺岡光博（てらおか みつひろ、1966年10月20日 - ）は、日本の財務官僚。

## 来歴
千葉県出身、市川市で育ち、開成高校を経て、東京大学経済学部卒業後、1991年（平成3年）大蔵省に入省（国際金融局調査課）。
1997年（平成9年）7月 滝川税務署長。
2001年（平成13年）に主計局主計企画官補佐（調整係）となり、翌年には公共事業係の主査となる。2011年（平成23年）には自らの志願で内閣官房に出向し、復興組織の創設準備に携わる。参事官として財政支援や予算制度を担当。
2015年（平成27年）6月には内閣官房長官 菅義偉の秘書官となる。2018年（平成30年）7月 出世ポストでもある主計局総務課（企画担当）の主計官に就任。2020年（令和2年）7月20日に内閣官房や内閣府などに出向。一億総活躍や働き方改革、全世代型社会保障などを担当。2021年（令和3年）元日より菅義偉内閣総理大臣政務担当秘書官。内政の司令塔としての役割を担う。同年10月4日 岸田内閣発足に伴い退任し大臣官房付。同年10月15日 大臣官房企画調整総括官。
2022年（令和4年）6月24日 主計局次長（次席）。同年7月1日 主計局次長（筆頭）。2024年（令和6年）7月5日 大臣官房総括審議官。

## 年譜
- 1991年（平成3年）4月：大蔵省に入省（国際金融局調査課）。
- 1996年（平成8年）7月：国際金融局金融業務課法規係長。
- 1997年（平成9年）7月10日：滝川税務署長[7]。
- 1998年（平成10年）6月：外務省在シンガポール日本国大使館一等書記官。
- 2001年（平成13年）7月：財務省主計局主計企画官補佐（調整係）。
- 2002年（平成14年）：主計局主計官補佐（公共事業第四係）。
- 2003年（平成15年）：主計局司計課長補佐（政策評価、予算執行第一、第二係） 兼 主計局法規課長補佐。
- 2004年（平成16年）7月：主計局主計官補佐（公共事業第三係）。
- 2005年（平成17年）：主計局主計官補佐（公共事業総括、第一、第二係）。
- 2007年（平成19年）：外務省在カナダ日本国大使館一等書記官。
- 2008年（平成20年）：外務省在カナダ日本国大使館参事官。
- 2010年（平成22年）7月28日：大臣官房文書課企画調整室長 兼 大臣官房文書課業務企画室長。
- 2011年（平成23年）5月13日：大臣官房付 兼 内閣官房内閣参事官（内閣官房副長官補付） 兼 内閣官房被災地復興に関する法案等準備室参事官。
- 2011年（平成23年）6月24日：大臣官房付 兼 内閣官房内閣参事官（内閣官房副長官補付） 兼 内閣官房東日本大震災復興対策室参事官。
- 2011年（平成23年）8月25日：大臣官房付 兼 内閣官房内閣参事官（内閣官房副長官補付） 兼 内閣官房復興庁設置準備室参事官。
- 2012年（平成24年）2月10日：復興庁統括官付参事官。
- 2013年（平成25年）9月10日：大臣官房企画官 兼 主計局厚生労働総括係、厚生労働第一、第二、第三、第四、第五、第六、第七係 兼 大臣官房文書課。
- 2014年（平成26年）7月9日：主計局調査課長。
- 2015年（平成27年）6月19日：菅義偉内閣官房長官事務担当秘書官。
- 2018年（平成30年）7月23日：主計局主計官 兼 主計局総務課（企画担当）。
- 2020年（令和2年）7月20日：内閣官房内閣審議官（内閣官房副長官補付） 兼 内閣官房一億総活躍推進室次長 兼 内閣官房働き方改革実現推進室次長 兼 内閣官房人生100年時代構想推進室次長 兼 内閣官房プレミア付商品券施策推進室次長 兼 内閣官房就職氷河期世代支援推進室次長 兼 内閣官房全世代型社会保障検討室次長 兼 内閣府政策統括官（経済財政運営担当）付 兼 内閣府プレミア付商品券事業担当室次長 兼 就職氷河期世代支援の推進に関する関係府省会議構成員。
- 2021年（令和3年）1月1日：菅義偉内閣総理大臣政務担当秘書官。
- 2021年（令和3年）10月4日：大臣官房付。
- 2021年（令和3年）10月15日：大臣官房企画調整総括官。
- 2022年（令和4年）6月24日：主計局次長（次席）。
- 2022年（令和4年）7月1日：主計局次長（筆頭）（国土交通、鉄道、防衛担当）[8][9]。
- 2024年（令和6年）7月5日：大臣官房総括審議官[6]。
- 2025年（令和7年）7月1日：関税局長[10]

## 財務省同期
| 氏名       | 出身大学     | 配属先               | 職歴 |
| ---------- | ------------ | -------------------- | --- |
| 阿久澤孝   | 東大教養卒   | 主計局総務課         | 内閣府大臣官房審議官（経済社会システム担当）兼内閣府規制改革推進室次長 兼内閣官房内閣審議官（内閣官房副長官補付）兼内閣官房新しい資本主義実現本部事務局次長 |
| 岩元達弘   | 慶應大経済卒 | 大臣官房文書課       | 日本政策金融公庫専務、近畿財務局長 |
| 尾﨑正直   | 東大経済卒   | 関税局国際機関課     | 衆議院議員、高知県知事 |
| 柴田敬司   | 東大経済卒   | 国際金融局国際機構課 | 名古屋税関長 |
| 嶋田俊之   | 京大法卒     | 主計局総務課         | 内閣府カジノ管理委員会事務局次長、理財局次長（国有担当）。                                                                                                  |
| 田村謙治   | 東大法卒     | 銀行局総務課         | 衆議院議員 |
| 寺岡光博   | 東大経済卒   | 国際金融局調査課     | 大臣官房総括審議官、主計局次長（筆頭） |
| 長崎幸太郎 | 東大法卒     | 銀行局調査課         | 山梨県知事、衆議院議員 |
| 中村英正   | 東大法卒     | 理財局資金第一課     | こども家庭庁官房長、大臣官房審議官（主税局担当）、主計局次長（次席）                                                                                        |
| 野尻明裕   | 東大法卒     | 主計局総務課         | ボックスグローバル・ジャパン創業者 |
| 橋本真吾   | 一橋大法卒   | 理財局総務課         | 商工組合中央金庫常務執行役員、経済産業省大臣官房審議官（製造産業局担当）                                                                                    |
| 堀内斉     | 東大法卒     | 大臣官房秘書課       | 大阪国税局長、国税庁課税部長 |
| 山崎翼     | 東大経済卒   | 銀行局総務課         | 大臣官房審議官（関税局担当）、輸出入・港湾関連情報処理センター専務取締役                                                                                    |